# 김현희 (탁구 선수)
김현희는 조선민주주의인민공화국의 탁구 선수였다. 1997년 영국 맨체스터 세계선수권대회에서 단체 은메달을 획득하였다.